# Enderleinellus larisci
Enderleinellus larisci – gatunek wszy należący do rodziny Enderleinellidae, pasożytujący na wiewiórce (Lariscus diversus) z rodziny wiewiórkowatych powoduje chorobę wszawicę.
Samiec wielkości 0,5 mm, samica 0,55 mm. Silnie spłaszczona grzbietowo-brzusznie. Samica składa  jaja zwanych gniadmi, które są mocowane specjalnym "cementem" u nasady włosa. Rozwój osobniczy trwa po wykluciu się z jaja około 14 dni.
Występuje tylko na Borneo.